# FLOX
FLOX ist eine Mischung aus 30–40 % Fluor und 60–70 % Sauerstoff. Der Name setzt sich aus den ersten beiden Buchstaben der beiden lateinischen Namen der enthaltenen Elemente Fluor und Oxigen zusammen.
FLOX könnte als Oxidator für Hybridraketen zum Einsatz kommen und reagiert mit den vorgesehenen Treibstoffen, wie zum Beispiel Lithiumhydrid, Berylliumhydrid, Lithium, Beryllium, Wasserstoff und Kunststoffen als Bindemittel hypergolisch.

## Gefahren
FLOX ist wie sein Bestandteil Fluor giftig, ätzend und brandfördernd.